# Texas Station
Texas Station Hotel and Casino – hotel i kasyno, działające przy drodze stanowej Rancho Drive w North Las Vegas, w Nevadzie. Stanowi własność korporacji Station Casinos. Jego grupą docelową są przede wszystkim lokalni mieszkańcy Las Vegas i jego okolic.
W skład obiektu wchodzi hotel z 200 pokojami oraz kasyno o powierzchni 8500 m².

## Historia
Obiekt został zaprojektowany, a następnie wybudowany przez firmę Marnell Corrao Associates na zlecenie korporacji Station Casinos. Oficjalne otwarcie Texas Station miało miejsce 12 lipca 1995 roku.
W kwietniu 2000 roku The Venetian i Texas Station były pierwszymi kasynami w Las Vegas, które uruchomiły specjalne centra opieki dla dzieci pracowników tych obiektów.

## Działalność charytatywna
Texas Station na przestrzeni lat angażował się w wiele akcji społecznych. W 1996 roku zarząd obiektu wziął pod opiekę C.P. Squires Elementary – jedną z najstarszych szkół podstawowych w hrabstwie Clark. Texas Station podjął się akcji, zgodnie z którą wszystkie monety wrzucane do hotelowej fontanny przekazywane są C.P. Squires Elementary i pomagają wyposażyć nową salę informatyczną. Wśród innych inicjatyw kasyna były między innymi „Readin’, Writin’, and Wranglers Dinner” (dzięki której zebrano 15.000 dolarów), a także „The Texas Screamer Haunted House” (dzięki której zebrano 12.000 dolarów).